# Parafia św. Tomasza Biskupa z Willanowy w Jabłoniu
Parafia Świętego Tomasza Biskupa z Villanowy w Jabłoniu – parafia rzymskokatolicka w Jabłoniu.
Parafia erygowana w 1919. Obecny kościół murowany został wybudowany w 1909–1912.
Terytorium parafii obejmuje: Jabłoń, Kudry oraz Wantopol.